# Kościół Matki Bożej Nieustającej Pomocy w Starachowicach
Kościół Matki Bożej Nieustającej Pomocy w Starachowicach – rzymskokatolicki kościół parafialny należący do parafii pod tym samym wezwaniem (dekanat Starachowice-Południe diecezji radomskiej).
Jest to świątynia zaprojektowana przez architekta Zbigniewa Grządzielę i konstruktora Bogdana Cioka z Kielc, wzniesiona została w latach 1985–1988 dzięki staraniom księdza Stanisława Pindery, parafian, a także z pomocą zagranicznych ofiarodawców. Kościół został dedykowany przez biskupa Edwarda Materskiego w dniu 27 czerwca 1988 roku. Obiekt został wybudowany z czerwonej cegły na planie okręgu, wyniesiony jest na planie okręgu, od murów odchodzą elementy architektoniczne, a także posiada dobudowaną kaplicę boczną.